# Kathleen van der Hooft
Kathleen van der Hooft (Knokke-Heist, 28 oktober 1957) is een Belgisch liberaal politica voor Open Vld.

## Biografie
Van der Hooft behaalde in 1979 een licentie in de moraalwetenschappen aan de Vrije Universiteit Brussel en ging vervolgens aan de slag als leerkracht zedenleer. Deze baan combineerde ze met een universitaire opleiding criminologie aan de VUB, die ze in 1981 afrondde met het behalen van haar licentie. Nadien werkte van der Hooft in een opvangcentrum voor geplaatste jongeren in Brugge en tot 1989 in een studentencentrum dat zich bezighoudt met uitwisselingsprojecten.
In 1982 was zij voor het eerst kandidaat voor de gemeenteraadsverkiezingen in Knokke-Heist voor de toenmalige PVV, maar werd niet verkozen. Bij de volgende gemeenteraadsverkiezingen in oktober 1988 werd ze wel verkozen als gemeenteraadslid, een mandaat dat zij nog steeds uitoefent. Van 1989 tot 1994 maakte ze als OCMW-voorzitter deel uit van het gemeentebestuur van Knokke-Heist, een functie die ze van 2001 tot 2006 opnieuw uitoefende. Na de gemeenteraadsverkiezingen van oktober 2012 werd van der Hooft in januari 2013 nogmaals OCMW-voorzitter, alsook schepen voor Wonen, Welzijn, Tewerkstelling en Ontwikkelingssamenwerking. Na de lokale verkiezingen van oktober 2018 bleef van der Hooft haar schepenfuncties uitoefenen en werd ze eveneens bevoegd voor Zorg, totdat ze zich eind 2022 terugtrok uit het schepencollege. 
Na het einde van haar eerste periode als OCMW-voorzitter eind 1994 ging van der Hooft als office manager aan de slag bij een interimkantoor. Nadien werkte ze van 1996 tot 1999 als loopbaanadviseur bij een outplacementkantoor in Gent en was ze 2006 tot 2013 outplacementconsulent bij het dienstverleningsbedrijf Galilei en van 2013 tot 2014 zelfstandig loopbaanadviseur en outplacementconsulent.
Van juli 1999 tot oktober 2000 zetelde van der Hooft voor het arrondissement Brugge in de Kamer van volksvertegenwoordigers. Ze verving er toenmalig federaal staatssecretaris Pierre Chevalier en zetelde in de commissie Sociale Zaken. Na haar afloop van dit mandaat was ze van 2000 tot 2006 provincieraadslid van West-Vlaanderen.
Van der Hooft was eveneens twintig jaar lang voorzitter van de liberale vrouwenbond Hoger Leven. Van 2004 tot 2008 was ze nationaal voorzitster van de VLD- en daarna de Open Vld-Vrouwen.